# اما گیگژنو
اِما گیگژنو (لهستانی: Emma Giegżno؛ زادهٔ ۷ مه ۱۹۹۵) بازیگر اهل لهستان است.
از فیلم‌ها یا مجموعه‌های تلویزیونی که وی در آن‌ها نقش داشته است، می‌توان به بلفر، تاج پادشاهان، کمیسر آلکس، یخ‌ژاله، خیوکا، دهن‌به‌دهن و ع چون عشق اشاره نمود.